# Universiteit van Lissabon
De Universiteit van Lissabon (Portugees: Universidade de Lisboa) is een openbare universiteit gelegen in Lissabon, Portugal. De universiteit telt zestien faculteiten of instituten. Er studeerden in 2019 47.794 studenten.

## Geschiedenis
De hedendaagse Universiteit van Lissabon werd opgericht in 1911, maar de geschiedenis van de universiteit gaat terug tot de 13e eeuw.
De eerste Portugese universiteit werd opgericht in 1290 door Dionysius van Portugal. Deze universiteit lag in Lissabon, en droeg de naam Studium Generale (Estudo Geral). In de 247 jaar die erop volgden wisselde de universiteit geregeld van locatie tussen Lissabon en Coimbra. In 1537, tijdens de regeerperiode van Johan III van Portugal, werd de universiteit definitief naar Coimbra verhuisd. Daar ging de universiteit verder onder de naam Universiteit van Coimbra.
Lissabon kreeg in 1911 opnieuw een universiteit. Deze universiteit ontstond via een fusie van een aantal nieuwe en een aantal reeds bestaande scholen, waaronder de 19e-eeuwse polytechnische school (Escola Politécnica), de Koninklijke School voor Medicijnen van Lissabon (Real Escola Médico-Cirúrgica de Lisboa) en de Hogere Letterkundestudies. (Curso Superior de Letras). In 2013 kwam het tot een fusie met de Technische Universiteit van Lissabon (Universidade Técnica de Lisboa).  De naam van Universiteit van Lissabon bleef voor de gefuseerde instelling in voege.

## Faculteiten
- Faculteit Rechtsgeleerdheid
- Faculteit Wetenschappen
- Faculteit Geneeskunde
- Faculteit Literatuurwetenschappen
- Faculteit Farmacie
- Faculteit Beeldende kunst
- Faculteit Tandheelkunde
- Faculteit Psychologie
- Faculteit Pedagogiek

Na 2013 aangevuld met:
- Faculteit Veterinaire geneeskunde
- Faculteit Landbouwwetenschappen
- Faculteit Economie en Bedrijfswetenschappen
- Faculteit Ingenieurswetenschappen (Instituto Superior Técnico)
- Faculteit Sociale en Politieke wetenschappen
- Faculteit Fysiotherapie
- Faculteit Architectuur